# Babka Tower
Babka Tower – zespół mieszkaniowo-biurowo-usługowy znajdujący się przy alei Jana Pawła II 80 w Warszawie.

## Opis
Budynek powstał w latach 1998–2000 według projektu zespołu architektów z pracowni JEMS Architekci.
Nazwa obiektu nawiązuje do historycznej nazwy ronda Zgrupowania AK „Radosław” (do 2001 rondo Babka).
Jest pierwszym w historii miasta budynkiem mieszkalnym, którego wysokość przekroczyła 100 metrów. W części wieżowej mierzy 105 metrów i ma 28 kondygnacji. Wcześniej powstały wyższe budynki (PKiN z 1955, 231 m oraz hotel Forum z 1974, 111 m), lecz nie były budynkami mieszkalnymi.
W obiekcie znajduje się 299 mieszkań (114 w wieży i 185 w bloku). Babka Tower posiada także 675 miejsc parkingowych.
W lokalu D 13 znajduje się klasztor sióstr dominikanek.